# You da One
"You Da One" là một bài hát của nữ ca sĩ người Barbados Rihanna thu âm cho album phòng thu thứ sáu của cô, Talk That Talk (2011). Bài hát được đồng sáng tác bởi Rihanna, cùng với Ester Dean, Henry Walter, John Hill và Lukasz Gottwald. Việc sản xuất của bài hát được hoàn thành bởi Gottwald, dưới nghệ danh Dr. Luke, và Cirkut. Đĩa đơn được phát hành 13 tháng 11 năm 2011 tại Anh và 14 tháng 11 năm 2011 tại Mỹ.
Bài hát có giai điẹu tương tự như các đĩa đơn trước "What's My Name?" và "Man Down". Bài hát đạt vị trí thứ 14 (vị trí cao nhất) trên bảng xếp hạng Billboard Hot 100 và vị trí thứ nhất trên Dance Club/Play Songs. Ngoài ra, bài hát cũng lọt vào top 10 của nhiều bảng xếp hạng khác nhau như Hot Digital Songs.

## Thu âm và sản xuất
"You Da One" được sáng tác bởi Ester Dean, Henry Walter, John Hill, Lukasz Gottwald và Rihanna. Việc sản xuất được thực hiện bởi Dr. Luke và Cirkut. Rihanna đã thu âm bài hát này tại một số phòng thu trên khắp thế giới, trong khi cô đang thực hiện chuyến lưu diễn Loud Tour (2011), trong đó có Sofital Paris Le Laubourg ở Phòng 538 và tại Westlake Recording Studios trong Studio B tại Los Angeles, California. Việc thu âm giọng hát và sản xuất được thực hiện bởi Kuk Harrell và Marcos Tovar. Còn Alejandro Barajas và Jennifer Rosales thì lại làm trợ lý thu âm giọng hát và sản xuất cho Harrel và Tovar. "You da One" được hòa âm bởi Serban Ghenea và trợ lý Phil Seaford, tại Mixstar Studios, Virginia Beach, Virginia. John Hanes là người chỉnh sửa về kỹ thuật hòa âm. Phần kỹ thuật chung được thực hiện bởi Aubrey "Big Juice" Delaine và Clint Gibbs, với hai người trợ lý Chris Sclafani và Jonathon Steer. Phần nhạc nền được cung cấp bởi Dr. Luke, Cirkut and Hill, và người điều phối sản xuất là Irene Richter và Katie Mitzell.

## Bối cảnh phát hành
Bài hát được chọn làm đĩa đơn thứ hai từ album Talk That Talk, và được phát hành vào ngày 11 tháng 11 năm 2011 trên đài phát thanh Mỹ. Bìa đĩa đơn "You Da One" được định dạng trắng-đen, với Rihanna đang hút một điếu thuốc.
Nhiều người cho rằng, giai điệu của You Da One có điệu raggae giống như các đĩa đơn "Man Down" và "What's My Name?" của cô.

## Sáng tác
"You Da One" là bài hát mang thể loại electropop với các thể loại khác như raggae và dancehall. Theo Bradley Stern, You Da One mang âm điệu giống như Inside Out của Britney Spears. Ca từ của You Da One có ý nghĩa về quan hệ tình cảm nhẹ nhàng giữa trai gái: "You know how to love me hard/I won't lie, I'm falling hard/Yup, I'm falling for ya, but there's nothing wrong with that" (Anh biết cách yêu em nồng nàn/Em sẽ không lừa dối anh đâu.../Em đang nghiêng ngả vì anh, nhưng không có gì đâu...) hay "My love is your love, your love is mine" (Tình yêu của em cũng là của anh, của anh cũng là của em)... Theo Musicnotes.com, You Da One có tới 126 nhịp/phút. Hợp âm của bài này là: A♭–Cm–E♭ và đoạn điệp khúc là: B♭3-B♭4.

## Diễn biến xếp hạng

### Bắc Mỹ
Tại Mỹ, "You da One" ra mắt trên bảng xếp hạng Billboard Hot 100 tại vị trí thứ 73 vào ngày 16 tháng 11 năm 2011, chỉ hai ngày sau khi bài hát được chính thức phát hành trên của hàng iTunes. Tuần kế tiếp, bài hát vươn lên vị trí thứ 14. Trên bảng xếp hạng Radio Songs của Mỹ, bài hát ra mắt với vị trí thứ 28, với lượng khán giả trong tuần đầu tiên lên tới 28 triệu. Với vị trí này, "You da One" trở thành bài hát ra mắt tại vị trí cao nhất trên bảng xếp hạng Radio Songs kể từ khi "Born This Way" của Lady Gaga ra mắt tại vị trí thứ 6 vào tháng 2 năm 2011. Trên bảng xếp hạng Hot Digital Songs của Mỹ, bài hát ra mắt và đạt luôn vị trí cao nhất của nó với vị trí thứ 9, với tổng doanh số 124,000 lượt tải về. Theo đó, Rihanna trở thành nữ nghệ sĩ đầu tiên trong lịch sử có ba bài hát lọt vào Top 10 trên bảng xếp hạng này trong cùng một tuần lễ; trong tuần lễ đó, đĩa đơn đầu tiên của Talk That Talk, "We Found Love", đang ở vị trí quán quân với doanh số 211,000 lượt tải về, trong khi đó bản song ca giữa cô và Drake, "Take Care", đang ở vị trí thứ 4 với 162,000 lượt tải. Cô cũng trở thành nghệ sĩ đầu tiên có ba đĩa đơn lọt vào Top 10 của bảng xếp hạng kể từ khi Michael Jackson có sáu đĩa đơn lọt vào Top 10 sau cái chết của anh vào tháng 7 năm 2009.
Trên bảng xếp hạng nhạc pop Pop Songs của Mỹ, "You da One" ra mắt tại vị trí thứ 26 vào ngày 26 tháng 11 năm 2011, đồng thời cũng đạt được thành công lớn trên bảng xếp hạng Hot Dance Club Songs với vị trí quán quân, trở thành đĩa đơn thứ mười bảy của cô đạt được vị trí quán quân trên bảng xếp hạng này. Với kết quả này, cô cùng với nữ ca sĩ Beyoncé đang cùng nhau đứng ở vị trí thứ ba trong việc sở hữu lượng đĩa đơn quán quân trên bảng xếp hạng với lịch sử 35 năm này. Chỉ có Madonna (42 đĩa đơn) và Janet Jackson (19 đĩa đơn) là đang sở hữu số đĩa đơn quán quân nhiều hơn Rihanna và Beyonces mà thôi. "You da One" cũng xuất hiện trên bảng xếp hạng Hot R&B/Hip-Hop Songs với vị trí cao nhất là 60, và trên bảng xếp hạng Canadian Hot 100 tại vị trí thứ 12. Ở Mỹ, "You da One" được chứ nhận đĩa bạch kim bởi Hiệp hội Công nghiệp Ghi âm Hoa Kỳ (RIAA) vào ngày 27 tháng 3 năm 2012 cho doanh số đạt mốc một triệu bản.

### Châu Âu và châu Đại Dương
Ở Pháp, "You da One" ra mắt tại vị trí thứ 64 vào ngày 19 tháng 11 năm 2011, và đạt vị trí cao nhất trong năm 2011 là 28. Trong chín tuần đầu xuất hiện trên bảng xếp hạng, vào ngày 14 tháng 2 năm 2012, bài hát đạt vị trí cao nhất của nó là 23, sau đó tổng cộng "You da One" đã xuất hiện trên bảng xếp hạng này trong 23 tuần. Tại Hà Lan, "You da One" ra mắt tại vị trí #92 vào ngày 19 tháng 11 năm 2011, và đạt vị trí cao nhất là 53 trong ba tuần. Sau đó bài hát lại xuất hiện trở lại trên bảng xếp hạng này vào ngày 31 tháng 12 năm 2011 với vị trí thứ 61 và tiếp tục ở lại trên bảng xếp hạng thêm hai tuần nữa vào tháng 1 năm 2012. "You da One" đã lọt vào Top 20 ở một số quốc gia khác ở châu Âu, điển hình là Ireland với vị trí thứ 12, Na Uy với vị trí thứ 16, và Thụy Điển với vị trí thứ 17. Bài hát cũng lọt vào Top 50 ở Áo, Thụy Sĩ, và Tây Ban Nha. Ở Anh, "You da One" ra mắt bảng xếp hạng UK Singles Chart tại vị trí #39 vào ngày 3 tháng 12 năm 2011. Tuần tiếp theo, bài hát trượt một bậc xuống vị trí thứ 40. Vào tuần cuối cùng của tháng 12 năm 2011, bài hát đã leo lên vị trí thứ 22. Tuần đầu tiên của năm 2012, "You da One" đạt vị trí cao nhất của bài hát trên bảng xếp hạng này, với vị trí thứ 16. Trên bảng xếp hạng UK R&B Chart, "You da One" ra mắt tại vị trí thứ 11 vào ngày 3 tháng 12 năm 2011, và đạt vị trí cao nhất trong năm 2011 là 6. Ngày 1 tháng 1 năm 2012, "You da One" đạt vị trí cao nhất của nó trên bảng xếp hạng này là 5. Ở Úc, "You da One" ra mắt tại vị trí thứ 41 vào ngày 14 tháng 12 năm 2011, và có vị trí cao nhất của nó là 26 trong ba tuần. Bài hát đạt vị trí cao nhất trong năm 2012 là 35. Tổng cộng, bài hát đã xuất hiện trên bảng xếp hạng đĩa đơn của Úc trong mười tuần. "You da One" đã được chứng nhận đĩa bạch kim bởi Hiệp hội Công nghiệp Ghi âm Úc (ARIA) với doanh số 70,000 đơn vị. Tại New Zealand, "You da One" ra mắt tại vị trí thứ 22 vào ngày 21 tháng 11 năm 2011, và đạt được vị trí cao nhất là 10 trong ba tuần. Bài hát đạt vị trí cao nhất trong năm 2012 là 27. Tổng cộng, bài hát đã xuất hiện trên bảng xếp hạng đĩa đơn của New Zealand trong mười tuần.

## Danh sách bài hát
| - Tải kĩ thuật số 1. "You da One" – 3:20 - Đĩa đơn CD 1. "You da One" 2. "We Found Love" (Chuckie Extended Remix) | - EP phối khí (The Remixes) 1. "You da One" (Dave Audé Radio) – 3:53 2. "You da One" (Dave Audé Club) – 7:59 3. "You da One" (Dave Audé Dub) – 7:29 4. "You da One" (Almighty Radio) – 3:46 5. "You da One" (Almighty Club) – 6:26 6. "You da One" (Almighty Dub) – 6:26 7. "You da One" (Gregor Salto Amsterdam Edit) – 2:58 8. "You da One" (Gregor Salto Amsterdam Club) – 5:21 9. "You da One" (Gregor Salto Amsterdam Dub) – 5:06 10. "You da One" (Gregor Salto Vegas Edit) – 2:46 11. "You da One" (Gregor Salto Vegas Club) – 4:46 12. "You da One" (Gregor Salto Drum Dub) – 4:34 |  |

## Tham gia thực hiện
Địa điểm thu âm
- Thu giọng – Sofital Paris Le Laubourg, Phòng 538; Westlake Recording Studios (Studio B), Los Angeles, California.
- Thu nhạc – eightysevenfourteen Studios, Brentwood, California.
- Hòa âm – Mixstar Studios, Virginia Beach, Virginia.

Personnel
| - Sáng tác – Ester Dean, Lukasz Gottwald, Robyn Fenty, John Hill, Henry Walter - Sản xuất – Dr. Luke, Cirkut - Sản xuất và thu giọng – Kuk Harrell, Marcos Tovar - Trợ lý thu giọng – Alejandro Barajas, Jennifer Rosales - Kỹ thuật – Aubrey "Big Juice" Delaine and Clint Gibbs - Trợ lý kỹ thuật – Chris Sclafani, Jonathan Sheer | - Hòa âm – Serban Ghenea - Trợ lý hòa âm – Phil Seaford - Kỹ thuật hòa âm – John Hanes - Dụng cụ và lập trình – Dr. Luke, Cirkut, John Hill - Phối hợp sản xuất – Irene Richter, Katie Mitzell |

Thông tin được lấy từ ghi chú trong album Talk That Talk, Def Jam Recordings, SRP Records.

## Xếp hạng và chứng nhận
| Bảng xếp hạng (2011)                       | Vị trí cao nhất |
| ------------------------------------------ | --------------- |
| Úc (ARIA)                                  | 26              |
| Bỉ (Ultratop 50 Flanders)                  | 39              |
| Bỉ (Ultratop 50 Wallonia)                  | 50              |
| Brazil (Brasil Hot 100 Airplay)            | 51              |
| Canada (Canadian Hot 100)                  | 12              |
| Cộng hòa Séc (IFPI)                        | 34              |
| Pháp (SNEP)                                | 28              |
| Hungary (Rádiós Top 40)                    | 14              |
| Ireland (IRMA)                             | 12              |
| Hà Lan (Dutch Top 40)                      | 52              |
| New Zealand (RIANZ)                        | 10              |
| Na Uy (VG-lista)                           | 16              |
| Scotland (OCC)                             | 15              |
| Slovakia (IFPI)                            | 16              |
| Nam Triều Tiên (Gaon Chart)                | 7               |
| Thụy Điển (Sverigetopplistan)              | 17              |
| UK R&B Chart (Official Charts Company)     | 6               |
| UK Singles Chart (Official Charts Company) | 22              |
| US Billboard Hot 100                       | 14              |
| US Pop Songs (Billboard)                   | 19              |

| Bảng xếp hạng (2012)                       | Vị trí cao nhất |
| ------------------------------------------ | --------------- |
| Úc (ARIA)                                  | 35              |
| Áo (Ö3 Austria Top 40)                     | 23              |
| Pháp (SNEP)                                | 23              |
| Hà Lan (Dutch Top 40)                      | 58              |
| New Zealand (RIANZ)                        | 27              |
| Romania (Romanian Top 100)                 | 16              |
| Tây Ban Nha (PROMUSICAE)                   | 44              |
| Thụy Điển (Sverigetopplistan)              | 53              |
| Thụy Sĩ (Swiss Music Charts)               | 36              |
| UK R&B Chart (Official Charts Company)     | 6               |
| UK Singles Chart (Official Charts Company) | 16              |
| US Hot Dance Club Songs (Billboard)        | 1               |
| US Hot R&B/Hip-Hop Songs (Billboard)       | 60              |

| Quốc gia    | Hiệp hội | Chứng nhận |
| ----------- | -------- | ---------- |
| Úc          | ARIA     | Bạch kim   |
| New Zealand | RIANZ    | Vàng       |
| Thụy Điển   | SRIA     | Vàng       |
| Mỹ          | RIAA     | Bạch kim   |

| Bảng xếp hạng (2012)              | Vị trí |
| --------------------------------- | ------ |
| US Hot 100                        | 89     |
| US Billboard Hot Dance Club Songs | 19     |

## Lịch sử phát hành
| Quốc gia    | Ngày                 | Định dạng                                    | Hãng đĩa           |
| ----------- | -------------------- | -------------------------------------------- | ------------------ |
| Mỹ          | 11 tháng 11 năm 2011 | Đài phát thanh                               | Def Jam Recordings |
| Argentina   | 14 tháng 11 năm 2011 | Tải kỹ thuật số                              | Def Jam Recordings |
| Úc          | 14 tháng 11 năm 2011 | Tải kỹ thuật số                              | Def Jam Recordings |
| Áo          | 14 tháng 11 năm 2011 | Tải kỹ thuật số                              | Def Jam Recordings |
| Phần Lan    | 14 tháng 11 năm 2011 | Tải kỹ thuật số                              | Def Jam Recordings |
| Pháp        | 14 tháng 11 năm 2011 | Tải kỹ thuật số                              | Def Jam Recordings |
| Ý           | 14 tháng 11 năm 2011 | Tải kỹ thuật số                              | Def Jam Recordings |
| Hà Lan      | 14 tháng 11 năm 2011 | Tải kỹ thuật số                              | Def Jam Recordings |
| New Zealand | 14 tháng 11 năm 2011 | Tải kỹ thuật số                              | Def Jam Recordings |
| Na Uy       | 14 tháng 11 năm 2011 | Tải kỹ thuật số                              | Def Jam Recordings |
| Bồ Đào Nha  | 14 tháng 11 năm 2011 | Tải kỹ thuật số                              | Def Jam Recordings |
| Tây Ban Nha | 14 tháng 11 năm 2011 | Tải kỹ thuật số                              | Def Jam Recordings |
| Thụy Sĩ     | 14 tháng 11 năm 2011 | Tải kỹ thuật số                              | Def Jam Recordings |
| Mỹ          | 29 tháng 11 năm 2011 | Đài phát thanh mainstream, rhythmic và urban | Def Jam Recordings |
| Thế giới    | 21 tháng 12 năm 2011 | EP Remix kỹ thuật số                         | Def Jam Recordings |
| Anh         | 27 tháng 12 năm 2011 | Đĩa đơn CD                                   | Universal Music    |
| Mỹ          | 17 tháng 1 năm 2012  | EP Remix kỹ thuật số                         | Def Jam Recordings |
| Đức         | 27 tháng 1 năm 2012  | Đĩa đơn CD                                   | Universal Music    |